# 松岡平市

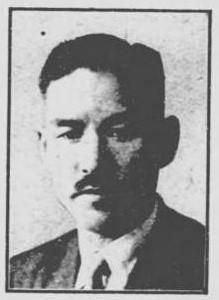
松岡平市

松岡 平市（まつおか へいいち、1901年 （明治34年）5月21日 - 1980年（昭和55年）3月25日）は、日本の内務官僚、政治家。衆議院議員（1期）、参議院議員（1期）。

## 経歴
佐賀県東松浦郡相知村（現唐津市）で松岡久左衛門の三男として生まれ、松岡廉太郎の養子となる。佐賀県立唐津中学校、第五高等学校を経て、東京帝国大学へ進む。上杉慎吉の指導を受け、1925年2月、七生社の結成に参画。1924年11月、高等試験行政科試験に合格し、1925年3月、東京帝大法学部法律学科（英法）を卒業。同年4月、内務省に入省し、東京市事務員として庶務課に配属された。同年10月、警視庁に転じ同属兼警部として保安部工場課に配属。
以後、警視庁警視・本所太平警察署長、本郷駒込警察署長、深川扇橋警察署長、地方事務官・秋田県農務課長などを歴任し、1932年1月に休職した。同年2月、世田谷町高等女学校理事長・校長に就任。
1934年10月、満洲国民政部保安科長に就任し、同司法科長、支那駐屯軍嘱託（冀東防共自治政府参賛・処長）を務め、1937年8月に辞任。帰国後、大日本製紙原料統制組合専務理事、和紙原料統制連合会長、大日本紙料運輸社長を歴任。1942年4月の第21回衆議院議員総選挙で佐賀県第二区から出馬して当選。その後、1944年11月29日、衆議院議員選挙法違反事件の判決が大審院で確定し選挙無効となり退職した。
1946年、公職追放となり、1950年7月、旭光貿易取締役に就任。1953年4月、第3回参議院議員通常選挙において佐賀県選挙区から自由党所属で出馬して当選し、参議院議員を1期務めた。この間、参議院両院法規委員長、同地方行政委員長、自由党国会対策副委員長、第3次鳩山一郎内閣北海道開発政務次官、岸信介内閣総理大臣秘書官などを務めた。
1971年秋の叙勲で勲二等瑞宝章受章。
1980年3月25日死去、78歳。死没日をもって従六位から従四位に叙される。

## 親族
- 妻 松岡祥（渡辺兼二三女）[10]